# Christine Le Nabour
Pour les articles homonymes, voir Le Nabour et Cloarec.
Christine Cloarec
Christine Le Nabour, née le 28 octobre 1964 à Noisy-le-Sec (Seine-Saint-Denis), est une femme politique française.
Elle est élue députée de la cinquième circonscription d'Ille-et-Vilaine lors des élections législatives de 2017 sous l'étiquette La République en marche. Elle est réélue en 2022 et en 2024.

## Biographie

### Jeunesse, carrière professionnelle
Christine Le Nabour naît le 28 octobre 1964 à Noisy-le-Sec, en Seine-Saint-Denis. Elle arrive en Bretagne en 1979 et étudie à Rennes pour devenir professeur d'éducation physique. Elle travaille d'abord auprès de jeunes en difficulté d’insertion sociale et professionnelle et de détenus en réinsertion puis devient professeur de danse, à Balazé, à Vitré et à Étrelles.

### Parcours politique
Christine Cloarec-Le Nabour est élue au conseil municipal de Vitré lors des élections municipales de 2008, puis réélue lors des élections de 2014. A cette occasion, elle devient également conseillère communautaire de Vitré Communauté. De 2014 à mai 2020, elle est conseillère municipale déléguée chargée de la jeunesse et de la vie associative. En vue des élections municipales de 2020 à Vitré, elle annonce vouloir faire barrage à la candidature d'Isabelle Le Callennec (Les Républicains), qui est élue au premier tour.
Elle adhère en 2010 au parti radical valoisien qui rejoint l'Union des démocrates et indépendants. Elle se rapproche ensuite de l'Alliance centriste de Jean Arthuis. 
Elle intègre en janvier 2017 En marche, qui l'investit sur la cinquième circonscription d'Ille-et-Vilaine pour les élections législatives de 2017. Le 18 juin 2017, elle remporte le second tour de l'élection par 53 % des voix exprimées ; sa victoire face à Isabelle Le Callennec, députée sortante et vice-présidente des Républicains, est, selon la presse, une « surprise ». Elle est réélue lors des législatives de 2022, avec plus de 58 % des voix.

### Activité législative
Christine Le Nabour est membre de la commission des affaires sociales, elle siège dans le groupe La République en Marche.
Dans le cadre des discussions sur le projet de loi relatif à l’orientation et la réussite des étudiants, la commission des Affaires sociales la désigne, le 21 novembre 2017, rapporteure pour avis sur les articles 3 et 4. Ces articles visent à la suppression du régime dérogatoire de sécurité sociale pour les étudiants et à l’instauration d’une contribution unique « vie étudiante » destinée à favoriser l’accompagnement social, sanitaire, culturel et sportif.
Le 21 juin 2018, elle se voit confier, avec Julien Damon, sociologue et professeur à Sciences Po Paris, une mission relative au « versement de la juste prestation sociale ». 
Ils rendent leur rapport au Premier ministre Édouard Philippe le 5 septembre 2018, avant la présentation par le président de la République, Emmanuel Macron, de la stratégie de prévention et de lutte contre la pauvreté. Les quarante propositions du rapport visent à une réforme des prestations et de l’accompagnement des personnes. 
En septembre 2018, après la nomination de François de Rugy au gouvernement, elle soutient la candidature de Barbara Pompili à la présidence de l'Assemblée nationale.
Le 3 janvier 2024, elle est chargée par la Première ministre d'une mission temporaire « ayant pour objet l'amélioration de la prise en compte des savoirs et expériences des personnes en situation de pauvreté et de précarité pour transformer les services publics ».

### Vie privée
Mère d'une famille recomposée de quatre enfants, elle vit dans le Pays de Vitré depuis 1998.

## Mandats
Mandats nationaux
- Depuis le 19 juin 2017 : députée de la cinquième circonscription d'Ille-et-Vilaine, réélue en 2022 et en 2024.

Mandats locaux
- 10 mars 2008 - 25 mai 2020 : conseillère municipale de Vitré.
  - 2014 - 2017 : conseillère municipale déléguée chargée de la jeunesse et de la vie associative.
- 24 mars 2014 - 25 mai 2020 : conseillère communautaire de Vitré Communauté.